# Венадо-Туэрто
Венадо-Туэрто (исп. Venado Tuerto) — город и муниципалитет в департаменте Хенераль-Лопес провинции Санта-Фе (Аргентина).

## История
Основан в 1884 году фермером Эдуардо Касеем. В 1935 году получил статус города.

## Знаменитые уроженцы
- Роберто Диего Лоренсо Каванах-и-Хирн (1914—2002) — ватерполист, олимпийский чемпион.
- Норма Нолан (род.1938) — первая аргентинка, завоевавшая в 1962 году титул Мисс Вселенная.
- Крис де Бург (род.1948) — ирландский рок-музыкант и композитор.
- Вальтер Херрманн (род.1979) — баскетболист, олимпийский чемпион.